# Alloscelus longipilis
Alloscelus longipilis là một loài bọ cánh cứng trong họ Bọ hung (Scarabaeidae).